# Jeebel (Salzwedel)
Jeebel gehört zur Ortschaft Riebau und ist ein Ortsteil der Hansestadt Salzwedel im Altmarkkreis Salzwedel in Sachsen-Anhalt.

## Geographie
Das altmärkische Dorf Jeebel liegt 8 Kilometer östlich von Salzwedel am Graben aus Jeebel, der nach Norden in das Fauna-Flora-Habitat-Gebiet „Landgraben-Dumme-Niederung nördlich Salzwedel“ fließt. Jeebel ist ein kurzes Straßendorf mit kleinen Erweiterungen im Südwesten und Südosten. Nachbarorte sind Riebau und Groß Chüden.

## Geschichte

### Mittelalter bis Neuzeit
Im Jahre 1381 wurde her Johann Gebell, Rector der Kirchen zu Sant Jacob in Stendal als Zeuge in einer Urkunde genannt.
Das Dorf selbst wurde im Jahre 1440 als Jebel erwähnt. Hartwig, Bürger in Salzwedel, erhält das Angefälle über Güter in zwei Dörfern für die von der Schulenburg. Einige Jahre später, 1446, wurde über einen Tausch des Dorfes Jebel zwischen dem Kloster Dambeck und den von der Schulenburg berichtet. Weitere Nennungen sind 1541 Gebel, 1551 Hebel, 1579 Jebell, 1687 Jebell und 1804 Jebel.

### Ersterwähnung 1375
Ob der Beleg Jebeo im Landbuch der Mark Brandenburg von 1375 zu Jeeben oder zu Jeebel gehört, da sind sich die Experten nicht einig. Ernst Fidicin und Johannes Schultze sind für Jeeben, Wilhelm Zahn und Joachim Stephan sind für Jeebel.

### Vorgeschichte
Die Großsteingräber bei Jeebel wurden spätestens im 19. Jahrhundert zerstört.

### Eingemeindungen
Ursprünglich gehörte das Dorf zum Arendseeischen Kreis der Mark Brandenburg in der Altmark. Zwischen 1807 und 1813 lag es im Landkanton Salzwedel auf dem Territorium des napoleonischen Königreichs Westphalen. Ab 1816 gehörte die Gemeinde zum Kreis Salzwedel, dem späteren Landkreis Salzwedel.
Am 20. Juli 1950 wurde die Gemeinde Jahrsau aus dem Landkreis Salzwedel in die Gemeinde Jeebel eingemeindet. Am 25. Juli 1952 wurde die Gemeinde Jeebel aus dem Landkreis Salzwedel in den neu errichteten Kreis Salzwedel umgegliedert. Am 1. Januar 1963 wurde die Gemeinde Jeebel zusammen mit ihrem Ortsteil Jahrsau in die Gemeinde Riebau eingemeindet.
Mit der Eingemeindung von Riebau nach Salzwedel am 1. Januar 2010 kam der Ortsteil Jeebel zur Stadt Salzwedel und zur gleichzeitig neu errichteten Ortschaft Riebau.

### Einwohnerentwicklung

#### Gemeinde
| Jahr | Einwohner |
| ---- | --------- |
| 1734 | 092       |
| 1774 | 091       |
| 1789 | 094       |
| 1798 | 112       |
| 1801 | 083       |
| 1818 | 070       |
| 1840 | 125       |
| 1864 | 139       |
| 1871 | 144       |

| Jahr | Einwohner |
| ---- | --------- |
| 1885 | 113       |
| 1892 | [00]117   |
| 1895 | 127       |
| 1900 | [00]124   |
| 1905 | 121       |
| 1910 | [00]110   |
| 1925 | 135       |
| 1939 | 125       |
| 1946 | 186       |

Quelle, wenn nicht angegeben, bis 1946:

#### Ortsteil
| Jahr | Einwohner |
| ---- | --------- |
| 2014 | [00]79    |
| 2015 | [00]77    |
| 2020 | [00]86    |
| 2021 | [00]81    |
| 2022 | [00]84    |
| 2023 | [0]84     |

## Religion
Die evangelischen Christen aus Jeebel gehörten früher zur Kirchengemeinde Riebau und damit zur Pfarrei Groß Chüden. Heute gehören die Evangelischen aus Jeebel zum Pfarrbereich Salzwedel-St. Georg im Kirchenkreis Salzwedel im Bischofssprengel Magdeburg der Evangelischen Kirche in Mitteldeutschland.

## Kultur und Sehenswürdigkeiten

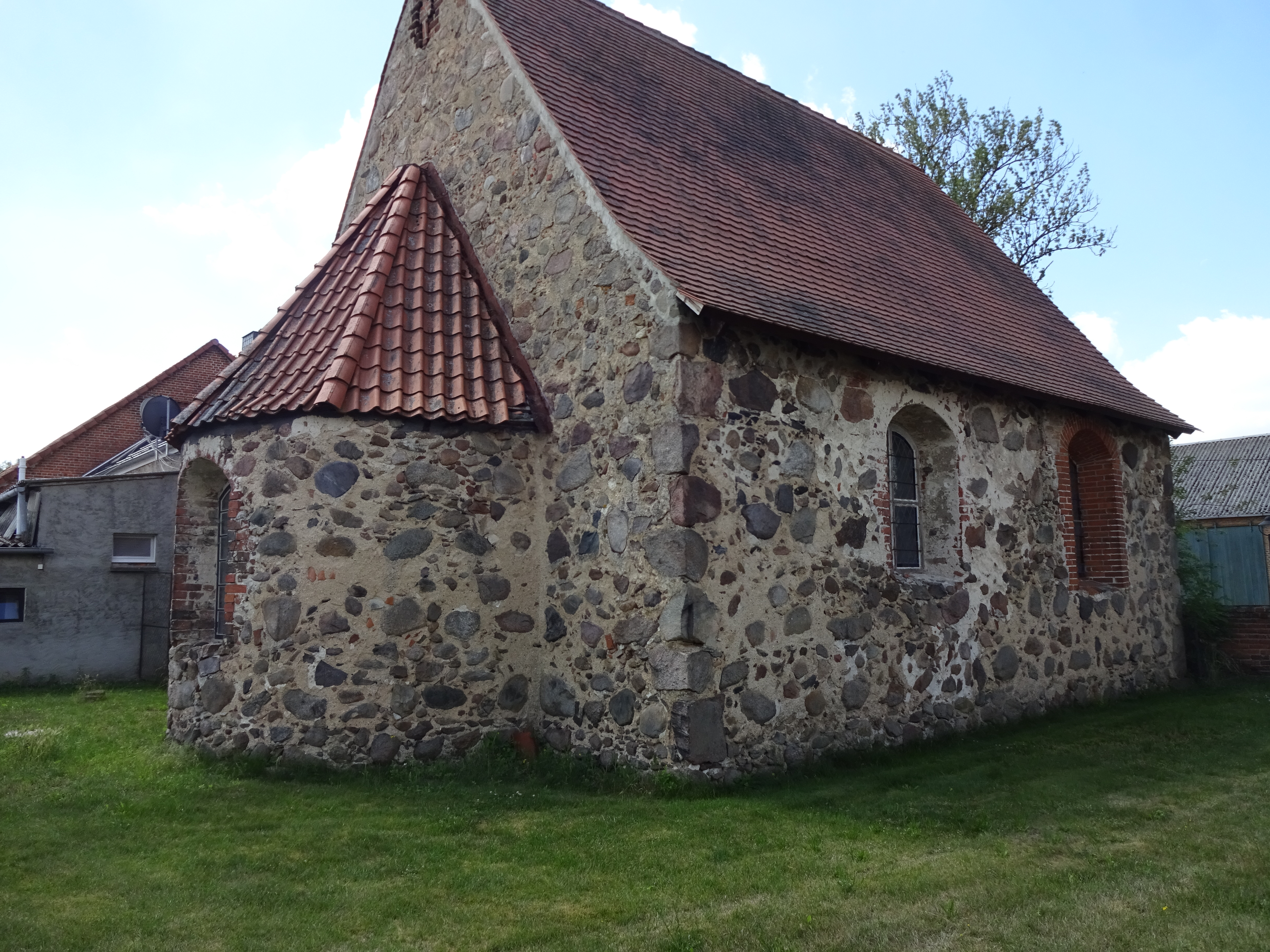
Kirche in Jeebel

In der Liste der Kulturdenkmale Salzwedel sind für Jeebel zwei Kulturdenkmale aufgeführt, darunter
- die evangelische Dorfkirche Jeebel, ein kleiner Feldsteinbau aus dem 13. Jahrhundert ohne Turm;[19] sie ist eingepfarrt nach Riebau.[17]

### Vereine
Der Himmelfahrtverein Jeebel e. V. organisiert das Jeebeler Kartoffelfest. Seit Anfang der 1990er Jahre hatte der Verein die Jeebeler Himmelfahrts-Party in der Himmelfahrtsscheune organisiert mit drei Tagen Zelttanz und einem Programm für Familien.

## Wirtschaft und Infrastruktur
Der Hof Jeebel mit etwa 30 Mitarbeitern handelt seit 2005 mit Biosaatgut und Pflanzkartoffeln.